# Ross Alexander
Alexander Ross Smith, poznan pod imenom Ross Alexander, ameriški gledališki in filmski igralec, * 27. julij 1907, † 2. januar 1937.
Alexander si je svoje ime ustvaril v broadwayskih gledaliških produkcijah 20. let. Kot obetavnemu igralcu mu je kmalu uspel preboj v filmsko industrijo in sredi 30. let je zaigral v nekaterih uspešnih filmih. Nadaljnji vzpon so mu deloma preprečile težave v zasebnem življenju, ki so jim sledile še poklicne in finančne težave. Leta 1937 je pri 29 letih storil samomor.

## Zgodnje delo
Alexander je svojo igralsko kariero pričel v 20. letih v različnih broadwayskih produkcijah. Do leta 1926 se je uveljavil kot obetaven igralec s čednim izgledom in umirjenim in šarmantnim videzom. Kot tak se je kmalu začel pojavljati v zahtevnejših vlogah. Svojo prvo filmsko pogodbo je podpisal s podjetjem Paramount Pictures, vendar se je njegov prvi film The Wiser Sex (1932) izkazal kot neuspeh, zato se je po izidu vrnil v Broadway. Leta 1934 je sprejel novo ponudbo za sodelovanje v filmski industriji, tedaj s podjetjem Warner Bros.

## Kariera
Selitev k Warner Bros. se je kmalu izkazala za odlično potezo. Poleg načina ustvarjanja filmov, ki mu je ustrezal, je užival tudi podporo vodilnih mož v studiu. Z vse večjo priljubljenostjo pri filmskem občinstvu je rasla tudi pomembnost njegovih vlog. Najuspešnejša filma iz tega obdobja njegove kariere sta postala Sen kresne noči in Captain Blood (oba 1935). Leta 1934 je sledil še uspeh v zasebnem življenju, saj se je poročil z Aleto Freel, uveljavljeno gledališko igralko. Njun zakon se je končal že naslednje leto, saj je Freelova 7. decembra 1935 storila samomor.
Alexander se je kmalu zatem oženil z igralko Anne Nagel. Skupaj z njo se je pojavil v filmih China Clipper in Here Comes Carter (oba sta izšla leta 1936). Leta 1936 je zaigral še v komediji Hot Money, komercialno usmerjenem projektu z dobrim scenarijem. Ta vloga je dokončno zacementirala njegovo podobo, saj je postal poznan kot glamurozen, lepo oblečen glavni igralec. S tem se je oddaljil od prepoznavnih Warnerjevih zvezdnikov tistega časa Edwarda G. Robinsona in Paula Munija, ki so ju na filmskih platnih zaznamovale grobe gangsterske vloge. Vodilni v studiu Warner Bros. so pričeli v tem času spoznavati omejenost Alexandrovega igralskega potenciala. Motile so jih tudi težave v njegovem zasebnem življenju, zaradi katerih se ni zmogel popolnoma osredotočiti na svojo kariero. Čeprav so mu še dodeljevali različne vloge v svojih filmih, pa se je pomen teh vlog hitro vidno zmanjšal.

## Smrt
V času zatona igralske kariere in zasebnega življenja so po njem udarili še dolgovi. V vsem tem kaosu Alexander ni našel izhoda in januarja 1937 se je v skednju poleg svojega doma ustrelil v glavo. Pri samomoru je uporabil isto puško kot njegova prva žena Aleta Freel dve leti prej. Pokopali so ga na pokopališču Forest Lawn Memorial Park v Glendalu, Kalifornija. Njegov poslednji film Ready, Willing and Able je izšel po njegovi smrti.
Ameriški novinar in pisatelj je leta 2003 v svoji knjigi o ameriškem predsedniku Ronaldu Reaganu z naslovom Governor Reagan: His Rise to Power zapisal, da so pri Warner Bros. vrzel po njegovi smrti delno zapolnili prav z Reaganom, ki je tedaj delal še kot radijski voditelj v Iowi.

## Filmografija
| Leto | Naslov                   | Vloga                            | Opombe                                       |
| ---- | ------------------------ | -------------------------------- | -------------------------------------------- |
| 1932 | The Wiser Sex            | Jimmy O'Neill                    |                                              |
| 1934 | Social Register          | Lester Trout                     |                                              |
| 1934 | Gentlemen Are Born       | Tom Martin                       |                                              |
| 1934 | Flirtation Walk          | Cadet Oscar Berry                |                                              |
| 1935 | Maybe It's Love          | Rims O'Neil                      |                                              |
| 1935 | Going Highbrow           | Harley Marsh                     |                                              |
| 1935 | We're in the Money       | C. Richard Courtney alias Carter |                                              |
| 1935 | Sen kresne noči          | Demetrius                        |                                              |
| 1935 | Shipmates Forever        | Lafayette "Sparks" Brown         |                                              |
| 1935 | Captain Blood            | Jeremy Pitt                      |                                              |
| 1936 | Boulder Dam              | Rusty Noonan                     |                                              |
| 1936 | Brides Are Like That     | Bill McAllister                  |                                              |
| 1936 | I Married a Doctor       | Erik Valborg                     |                                              |
| 1936 | Hot Money                | Chick Randall                    |                                              |
| 1936 | China Clipper            | Tom Collins                      |                                              |
| 1936 | Here Comes Carter        | Kent Carter                      | Znan tudi pod naslovom The Voice of Scandal. |
| 1937 | Ready, Willing, and Able | Barry Granville                  | Izšel po njegovi smrti.                      |